# Uduba rakotozafy
Uduba rakotozafy is een spinnensoort uit de familie Udubidae. De soort komt voor in Madagaskar.